# Андраш Боднар
Андраш Боднар (угор. András Bodnár, 9 квітня 1942, Ужгород) — угорський ватерполіст і плавець. Олімпійський чемпіон, чемпіон світу та Європи по водному поло, плавець, спортивний менеджер, лікар.

## Діяльність
З 1952 року він грав у водне поло в спортивних асоціаціях в Еґері (Egri Vasas, Egri Dózsa, Eger S), потім з 1962 року в команді Будапештського медичного університету. У період з 1960 по 1976 рік він грав вісімдесят шість разів за збірну Угорщини, з якою виграв Олімпійські ігри у Токіо 1964 року та чемпіонат світу 1973 року. Як плавець, він неодноразовий молодіжний чемпіон, брав участь у чемпіонаті Європи 1957 року в Будапешті та Олімпіаді в Римі.
У період з 1981 по 1989 рік він був віце-президентом Угорської асоціації плавання, президентом департаменту водного поло. З 1989 по 1992 рік він був президентом Угорської асоціації водного поло, а згодом членом правління. Член Угорського олімпійського комітету. Він є членом Медичного комітету Європейської асоціації плавання з 1990 року. З 2004 року він є членом опікунської ради Громадського фонду імені Ференца Мезо, а потім його головою. З 2011 року — голова спортивного комітету МОБ «Ференц Мезо». З 2012 року член правління Клубу олімпійських чемпіонів.

## Досягнення
- Олімпійський чемпіон (1964)
- Олімпійський срібний призер (1968, 1972)
- Олімпійський бронзовий призер (1960)
- Чемпіон світу (1973)
- Віце-чемпіон світу (1975)
- Чемпіон Європи (1962, 1974)
- Віце-чемпіон Європи (1970)
- Чемпіон Угорщини (1969, 1970, 1971, 1972, 1973, 1974, 1978)